# ④憧憬的 My STAR
「④憧憬的 My STAR」（④憧れ My STAR）是日本的女子偶像組合℃-ute的第3枚原創專輯。於2009年1月28日發行。唱片公司為zetima。

## 概要
- 與上一張原創專輯「3rd～LOVE Escalation!～」相距約10個月。
- 收錄第5張單曲「淚的顏色」至第7張單曲「FOREVER LOVE」，一共3首A面曲。
- 成員有原栞菜最後參與演唱的專輯。
- 本作分「初回限定盤」和「CD盤」2種版本
- 「初回限定盤」收錄了專輯「④憧憬的 My STAR」的Making和Off-shot片段。
- 在2月9日於公信榜專輯週排行榜取得第13位。

## 收錄內容

### CD（初回限定盤・CD盤）
1. ★憧憬的 My STAR★（★憧れ My STAR★）
（作詞・作曲：淳君 編曲：鈴木Daichi秀行）
2. One's LIFE
（作詞・作曲：淳君 編曲：AKIRA）
梅田繪理香・岡井千聖・萩原舞主唱
3. Yes! all my family
（作詞・作曲：淳君 編曲：鈴木俊介）
鈴木愛理主唱
4. 淚的顏色（涙の色）
（作詞・作曲：淳君 編曲：藤澤慶昌）
5th單曲
5. 我愛你 我愛你（愛してる 愛してる）
（作詞・作曲：淳君 編曲：高橋諭一）
中島早貴・有原栞菜主唱
6. 青春之歌（青春ソング）
（作詞・作曲：淳君 編曲：山崎淳）
矢島舞美主唱
7. Big dreams
（作詞・作曲：淳君 編曲：藤澤慶昌）
8. SHINES
（作詞・作曲：淳君 編曲：平田祥一郎）
9. 我真的不會承諾什麼（約束は特にしないわ）
（作詞・作曲：淳君 編曲：上杉洋史）
10. FOREVER LOVE
（作詞・作曲：淳君 編曲：鈴木俊介）
7th單曲・TBS節目「メガデジ」片尾曲
成員有原栞菜的最後一張單曲
11. 江戶手毬歌Ⅱ（江戸の手毬唄II）
（作詞：吉岡治 作曲：宇崎竜童 編曲：川端良征）
6th單曲

### DVD
1. ℃-ute Interviewer的挑戰!
2. ④憧憬的 My STAR（Making） + 恐怖之箱
3. Cutie Girls 千鈞一發
4. Ending